# Epiceraticelus
Epiceraticelus là một chi nhện trong họ Linyphiidae.

## Các loài
- Epiceraticelus fluvialis C. R. Crosby & S. C. Bishop, 1931[2]
- Epiceraticelus mandyae M. L. Draney, 2019[3]